# Goodbye (canção de Girls' Generation)
Goodbye é uma canção pop interpretada pelo girl group sul-coreano Girls' Generation. Cantada em coreano, a canção foi incluída em seu quarto extended play, Mr.Mr., lançado digitalmente em 24 de fevereiro de 2014 sob o selo da gravadora SM Entertainment.

## Composição
"Goodbye" foi composta por Lindy Robbins, Brent Paschke, Jenna Andrews, enquanto que as letras foram escritas por Hwang Hyun. Hwang Hyun também compôs a canção "Wait A Minute", para o quarto EP do grupo. "Goodbye" tem uma produção saltitante de pop-rock com uma melodia suave, a música mantém um som pop/rock de verão com enfeites leves de eletro.

## Lançamento
A canção foi lançada como a segunda faixa do quarto extended play do Girls' Generation, Mr.Mr., em 24 de fevereiro de 2014.

## Desempenho comercial
Após o lançamento do álbum, "Goodbye" tornou-se um sucesso imediato em nove diferentes sites de música coreana, atingindo entre o número 2 e o número 6 no Melon, Mnet, Olleh, Bugs, Genie, Soribada, Monkey3, Naver e Daum dentro de uma hora. A canção estreou no número 10 na Coreia do Sul no gráfico Gaon Singles Chart na primeira semana.

## Desempenho nas paradas
| Gráfico                      | Melhores posições |
| ---------------------------- | ----------------- |
| Gaon Singles Chart           | 10                |
| Gaon Streaming Singles chart | 24                |
| Gaon Download Singles chart  | 8                 |
| Billboard K-Pop Hot 100      | 23                |

## Créditos
| - Girls' Generation – Vocais - Taeyeon – Vocal principal, vocal de apoio - Jessica Jung – Vocal principal, vocal de apoio - Sunny – Vocal de liderança, vocal de apoio - Tiffany Hwang – Vocal de liderança, vocal de apoio - Hyoyeon – Vocal de liderança - Yuri – Vocal - Sooyoung – Vocal - Yoona – Vocal - Seohyun – Vocal de liderança, vocal de apoio | - Lindy Robbins, Brent Paschke, Jenna Andrews - Produção, mixagem - Hwang Hyun - Composição - Lee Soo Man - Produção |